# メロと恋の魔法
『メロと恋の魔法』（メロとこいのまほう）は、篠塚ひろむによる日本の漫画作品。『ちゃお』（小学館）にて2019年6月号から2021年1月号まで連載された。

## あらすじ
昔、あるところにメロという小さな魔法使いがいた。しかし、メロはいつも魔法を失敗して他の妖精たちにからかわれていた。泣いていたメロを励ましてくれたのはとある国の『王女さま』だった。メロは、いつか立派な魔法使いになったら「王女さまの傍でお仕えしたい」と思っていた。ところが、王女さまははやり病にかかってしまい、若くして亡くなってしまう。メロは悲しみにくれながらも『いつか王女さまの生まれかわりがあらわれたら、あの時のようにおつかえしたい！」と誓った。
あれから500年が経ち、立派な魔法つかいになったメロは王女さまの生まれ変わりである夏川きいなと出会った。きいなは元気が取り柄の中学生で、同級生の西園寺コウに片思い中であった。メロはきいなの恋に協力することを決意した。

## 登場人物
声の項はボイスコミック版の声優。

### 妖精
メロ
声 - 古賀葵
かつて慕っていた王女さまの生まれ変わりを500年間も待ち続けていたという小さな妖精。見た目は500年前からずっと変わらず幼い女の子の姿をしているが、使い魔のムラサキいわく、本当は「ババア」らしい。
基本スタイルはピンク色の髪におさげに、上下グリーンに白のポンポンがついたツーピース。ハートのステッキを持っている。おしゃれが大好きで、現代のファッションも熱心に研究している。魔法は500年間（ステッキ素振り1000回）も努力しており、魔法使いとしての能力は一流だが、調理魔法が苦手（彼女が住んでいる妖精の世界では、食べ物を調理する習慣がないらしい）。また、高齢のせいか、難易度の高い魔法を使用すると疲れ果てて寝込んでしまうことがある。
王女さまの生まれ変わりとされるきいなのことを「きいな様」と呼び、常に丁寧な敬語を使っている。
ムラサキ
声 - 金澤まい
メロの使い魔。名前の通り紫色の頭をしているキノコの妖精。一人称は「ボク」。
メロの助手として、ある程度の魔法は使えるほか、家事全般も得意だが、とてもおしゃべりで、余計な一言が多く、メロをよく怒らせている。
キノコの頭からは色々な効果がある魔法の胞子を飛ばして、相手を操ることができる。
メロのことは「ご主人」、きいなのことは「きいな様」と呼びつつ、彼女たちとはいつもタメ口で会話をしている。

### 人間
夏川きいな（なつかわ きいな）
声 - 高木美佑
本作の主人公。王女さまの生まれ変わりとされているごく普通の女子中学生。クラスメイトの西園寺が大好き。
外はねのセミロングの髪型で、性格は明るく、とことん前向きだが、ファッションに疎く、勉強は苦手。
メロとは、自分の部屋にあるドレッサーとメロから渡されたコンパクトで会話できる。いつもはメロが彼女に会いに行くことが多い。
なお、このコンパクトを使うと動物にも変身できるが、彼女が使うとなぜかウリ坊（イノシシの子供）になってしまう。
西園寺コウ（さいおんじ コウ）
声 - 岩中睦樹
きいなが好きなクラスメイトの男の子。
ケンカが強い不良少年で、他人を寄せ付けない雰囲気を醸すが根は優しく、勉強の成績は学年でもトップクラス。
自分にしつこくつきまとってくるきいなのことを最初は鬱陶しいと思っていたが、徐々に受け入れていき、正式にカップルになった。
自宅はタワーマンションの最上階だが、母親は夫と息子を捨てて家から出て行き、父親は仕事ばかりで息子を一切省みず、これが西園寺がグレる原因になったことが第14話で判明している。
平野柚（ひらの ゆず）
きいなの友人でクラスメイト。
ややつり目の顔つきをしている真面目な雰囲気の女の子で、髪型はボブカット。
友人であるきいなの恋は応援しつつも、西園寺のことは苦手としている。
山下嵐（やました あらし）
きいなと同じ学校に通う赤い長髪の少年（クラスは違う）。
西園寺と同じく見た目は不良っぽい雰囲気だが、実はかなりのお人よし。父親は酒乱で、家にも学校にも居場所がないらしく、普段はたまり場にしている公園にいる。
西園寺とは公園で度々会っており、仲良くなりたいと思っているが、いつも喧嘩になってしまう。
きいなとは怪我の介抱のときに出会っており、西園寺についての情報を提供したことをきっかけに、きいなと西園寺と柚の付き合いが始まっている。第18話で断髪して黒髪になったことを明かし、きいなたちを驚かせた。

## 書誌情報
- 篠塚ひろむ 『メロと恋の魔法』 小学館 〈ちゃおコミックス〉、全4巻
  1. 2019年10月1日発売[3][4]、ISBN 978-4-09-870641-9
  2. 2020年2月28日発売[5]、ISBN 978-4-09-870744-7
  3. 2020年9月1日発売[6]、ISBN 978-4-09-871093-5
  4. 2021年2月1日発売[7]、ISBN 978-4-09-871286-1